# Zincha

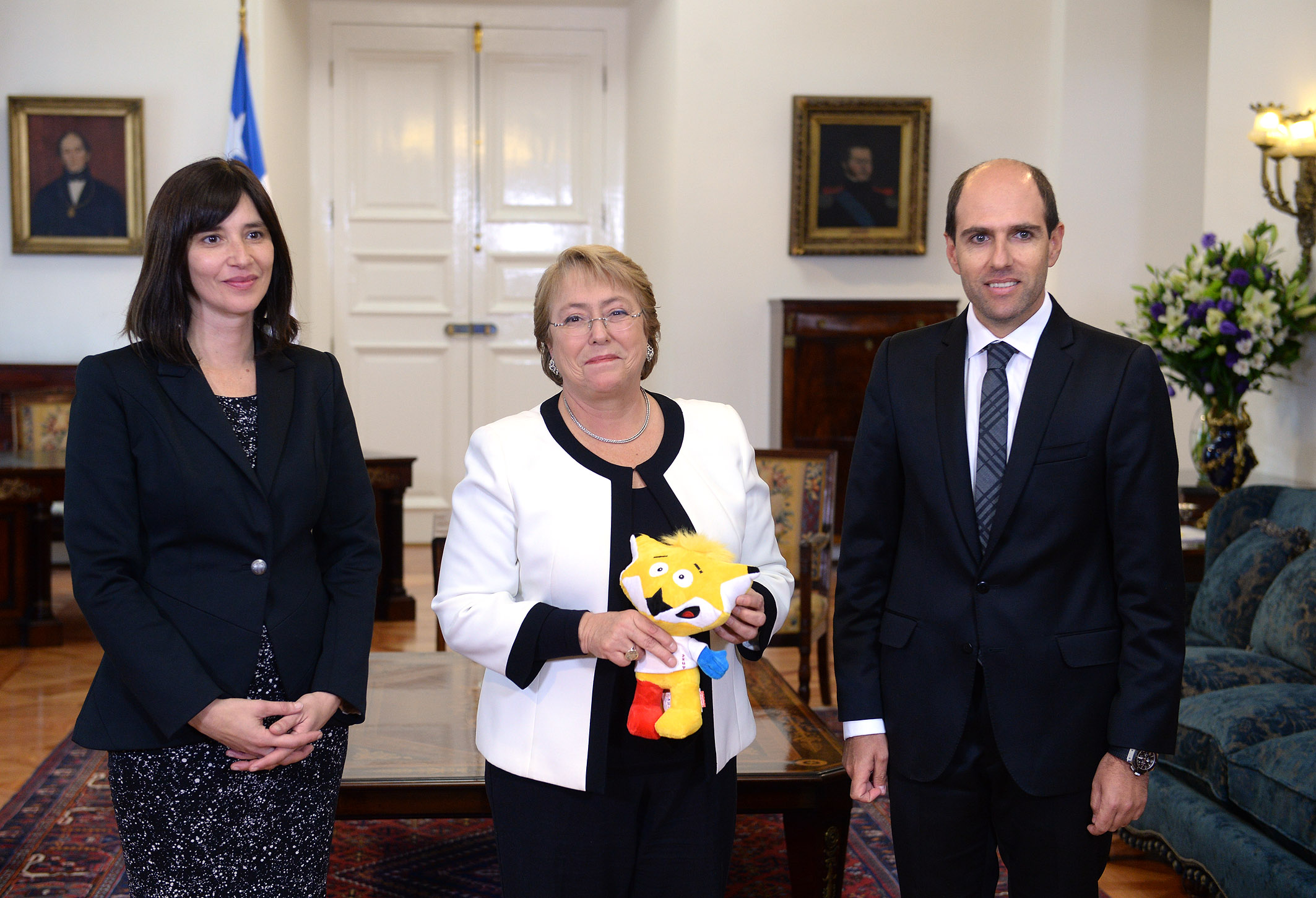
時任智利總統蜜雪兒·巴舍萊（中）與Zincha布偶

Zincha是2015年美洲國家盃的吉祥物，於2014年11月17日在主辦國智利通過電話投票決定。

## 設定
Zincha是一隻山狐，為一種棲息在智利全境和南美洲部分地區，尤其是安第斯山脈周圍國家的犬科動物。Zincha的身體為橙色，四肢中有其中兩隻帶有藍色和紅色（智利國旗配色）。根據官方設定，吉祥物象徵開朗、有魅力和活潑的足球迷。

## 名稱
其名稱由Zincha、Kul和Andi三個候選名稱進行票選，最終Zincha以47%的得票率獲得多數選票支持。Zincha為西班牙語狐狸"Zorro"和球迷會"Hincha"兩字組合而成。目前未有官方中文名稱。

## 外部連結
- Zincha吉祥物官方推特 （页面存档备份，存于）